# Хајалија Гарденс (Флорида)
Хајалија Гарденс (енгл. Hialeah Gardens) град је у америчкој савезној држави Флорида. По попису становништва из 2010. у њему је живело 21.744 становника.

## Демографија
Према попису становништва из 2010. у граду је живело 21.744 становника, што је 2.447 (12,7%) становника више него 2000. године.
| Група             | 2000.          | 2010.          |
| Белци             | 1.683 (8,7%)   | 883 (4,1%)     |
| Афроамериканци    | 348 (1,8%)     | 489 (2,2%)     |
| Азијати           | 154 (0,8%)     | 146 (0,7%)     |
| Хиспаноамериканци | 17.324 (89,8%) | 20.630 (94,9%) |
| Укупно            | 19.297         | 21.744         |